# Chroicocephalus philadelphia
Il gabbiano di Bonaparte (Chroicocephalus philadelphia, Ord 1815) è un uccello della famiglia dei Laridi.

## Sistematica
Chroicocephalus philadelphia non ha sottospecie, è monotipico.

## Distribuzione e habitat
Questo gabbiano vive in tutto il Nord e Centro America, compresi i Caraibi. È saltuario in Islanda, sulle isole più esterne dei Caraibi, su quelle dell'Atlantico, nell'Europa occidentale e nord-occidentale, in Giappone e nel Nordafrica atlantico.

## Galleria d'immagini

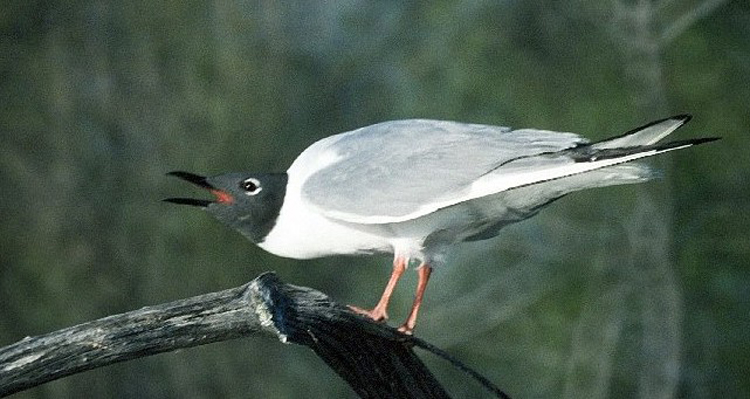